# Carbon Based Lifeforms
Carbon Based Lifeforms (även CBL) är en downtempogrupp som bildades 1996 i Göteborg, Sverige. Medlemmarna är Johannes Hedberg samt Daniel Segerstad (född Ringström).

## Bakgrund
Hedberg och Segerstad skapade ursprungligen CBL som ett sidoprojekt till bandet Notch 1996. De släppte albumet The Path som Notch 1998. Med tiden övergick fokuset till CBL. De första skivsläppen av CBL skedde på gamla MP3.com 1998.
2002 skrev CBL på ett skivkontrakt hos Ultimae Records. Hos Ultimae har CBL släppt fem album: Hydroponic Garden, World of Sleepers, Interloper, VLA, Twentythree och en EP: Irdial. 
CBL har alltid varit öppna för samarbeten med andra artister och kompositörer. Till exempel så har de samarbetat med Magnus Birgersson (Solar Fields) 1999 för att skriva musiken till dansaren Olof Perssons framträdande Fusion.
Den 27 och 28 november 2009 framträdde CBL live på Cosmonova, vid Naturhistoriska Riksmuseet i Stockholm. Visualiseringar skapades av Cosmonovas astronom/producent Tom Callen.

## Musikstil
CBL själva beskriver sin musik själva såhär: 
| ”                        | To combine earth and space in fine-tuned, but still solid, musical visions, seldom forgetting the irreplaceable TB-303. | „ |
| – Carbon Based Lifeforms | |   |

## Diskografi

### Studioalbum
- The Path (som Notch, 1998)
- Hydroponic Garden (2003)
- World of Sleepers (2006)
- Interloper (2010)
- VLA (2011)
- Twentythree (2011)
- Refuge - Original Motion Picture Soundtrack (2014)
- Derelicts (2017)
- Stochastic (2021)

### EP
- Irdial (2008)